# Prairie School
La Prairie School (letteralmente "Scuola della prateria") è un movimento architettonico principalmente residenziale che ebbe origine a Chicago alla fine del XIX secolo e che si diffuse rapidamente in tutto il Midwest degli Stati Uniti. Sebbene la sua influenza si estendesse anche in Europa centrale e in Australia, il movimento raggiunse il suo apice tra la fine del XIX secolo e l'inizio del XX secolo, prima di declinare durante la Prima Guerra Mondiale, quando gli atteggiamenti conservatori dei costruttori d'abitazioni portarono a una dismissione dei concetti innovativi legati alla progettazione.
La Prairie School rappresenta un capitolo fondamentale della storia dell'architettura americana, un movimento che ha cercato di rispondere alle esigenze di una nuova società e di un nuovo paesaggio, proponendo soluzioni originali e moderne. Nonostante la sua breve durata, il suo impatto è stato duraturo, soprattutto grazie all'opera di Frank Lloyd Wright e degli altri architetti che ne furono i protagonisti.

## Storia
Le radici della Prairie School risalgono agli anni '90 dell'Ottocento, e il movimento fu alimentato da una piccola ma appassionata cerchia di architetti che cercavano di creare una nuova architettura americana, adatta alla regione del Midwest e indipendente dallo stile storico europeo. Tra i principali esponenti di questa corrente vi furono Louis Sullivan e Frank Lloyd Wright, che si distinsero per la loro visione innovativa dell'architettura.
Il movimento fu influenzato dalla corrente Arts and Crafts, particolarmente diffusa tra coloro che, ispirati da riviste come Craftsman, cercavano di recuperare un legame diretto con la natura e con i materiali naturali. La Prairie School si rifaceva a questi principi, esprimendo l'idea che gli edifici dovessero essere in sintonia con il paesaggio circostante, con spazi interni aperti e l'uso visibile dei materiali, piuttosto che nasconderli dietro pitture e carte da parati.

## Principali architetti e opere
Louis Sullivan, sebbene non fosse particolarmente interessato alla progettazione residenziale, fu una figura fondamentale per l'emergere della Prairie School grazie al suo approccio innovativo all'architettura. La sua influenza si estese ai numerosi allievi che avevano lavorato nel suo studio, tra cui Frank Lloyd Wright, che divenne il principale esponente del movimento. Wright, inizialmente influenzato dal maestro, sviluppò nel corso di un decennio un linguaggio architettonico maturo, fondendo l'estetica della Prairie School con soluzioni innovative per la progettazione residenziale.
Tra gli altri architetti legati al movimento, spiccano George W. Maher, Hugh M. G. Garden, Robert C. Spencer Jr. e William E. Drummond, i cui lavori si distinsero per l'originalità delle forme e la ricerca di una continuità tra l'interno e l'esterno degli edifici.
Le case progettate dalla Prairie School erano caratterizzate da linee orizzontali, tetti a falde basse e ampie finestre che si integravano armoniosamente con il paesaggio circostante. Un esempio iconico di questa architettura è la Casa Robie (1910) di Frank Lloyd Wright, che rappresenta uno dei massimi esempi del movimento.

## Diffusione e declino
Il movimento conobbe una rapida diffusione nel Midwest, grazie anche al sostegno di riviste come il Western Architect, che tra il 1911 e il 1916 pubblicò numerosi numeri dedicati alla Prairie School, promuovendo l'architettura del movimento tra i costruttori e i clienti residenziali. Questo portò all'adozione del suo stile in numerose località degli Stati Uniti e in Canada.
Tuttavia, la Prima Guerra Mondiale segnò un cambiamento radicale nei gusti e nelle tendenze architettoniche. Il conservatorismo crescente e la fine del movimento Arts and Crafts determinarono un lento ma inesorabile declino della Prairie School, che perse il favore del pubblico e degli architetti. La fine della rivista Craftsman nel 1916 segnò simbolicamente il tramonto del movimento.

## Eredità
Nonostante il declino della Prairie School, l'eredità di Frank Lloyd Wright e dei suoi allievi è durata fino ai giorni nostri, influenzando profondamente lo sviluppo dell'architettura moderna. Wright stesso, dopo aver lasciato Chicago e trasferitosi a Taliesin, continuò a lavorare su progetti innovativi, tra cui il famoso Hotel Imperiale di Tokyo e le case in California realizzate con il sistema dei blocchi tessili.
Nel frattempo, altri architetti come Walter Burley Griffin e Marion Mahony, che avevano studiato e lavorato con Wright, portarono l'influenza della Prairie School in altre parti del mondo, come in Australia, dove Griffin progettò la città di Canberra. Nonostante il cambiamento delle tendenze e la perdita di popolarità del movimento, la Prairie School ha lasciato una traccia indelebile nella storia dell'architettura, contribuendo alla formazione dell'architettura moderna e alla valorizzazione di un'architettura in sintonia con il paesaggio naturale.

## Galleria d'immagini

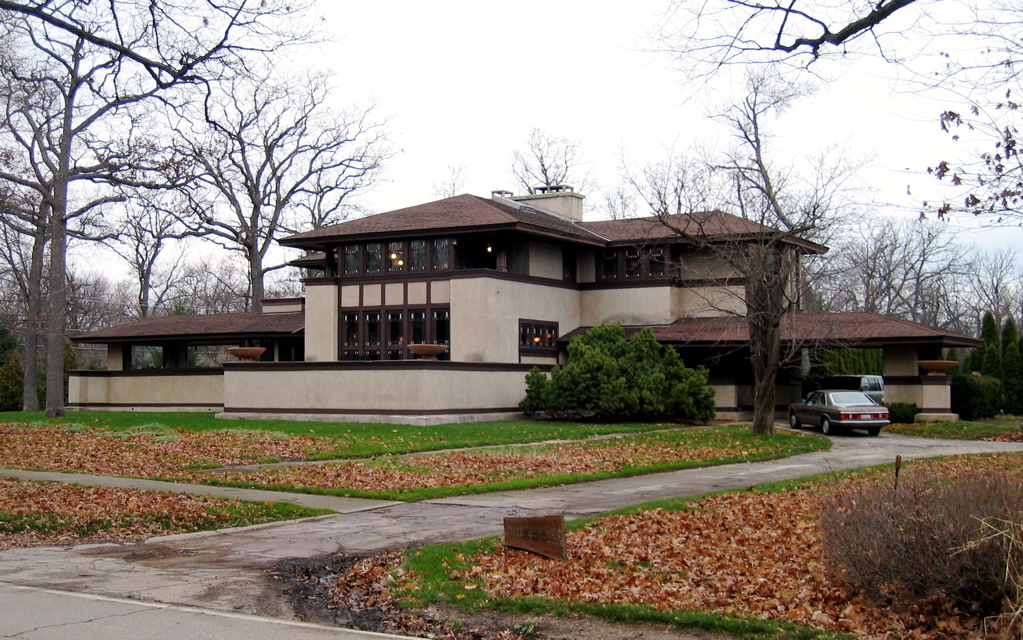
Ward Willits House, Highland Park, Illinois, 1901, one of the first Prairie Houses by Frank Lloyd Wright
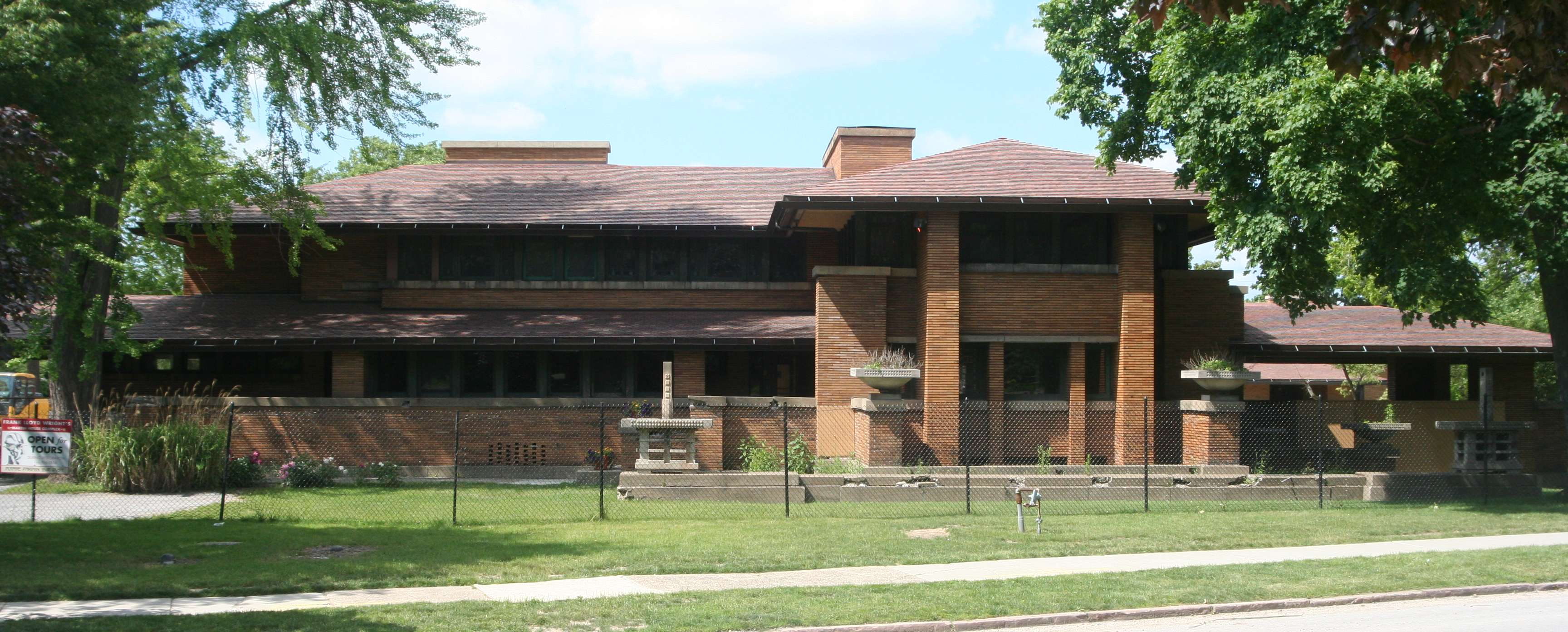
The Darwin Martin House, Buffalo, New York, 1903–1905, Frank Lloyd Wright
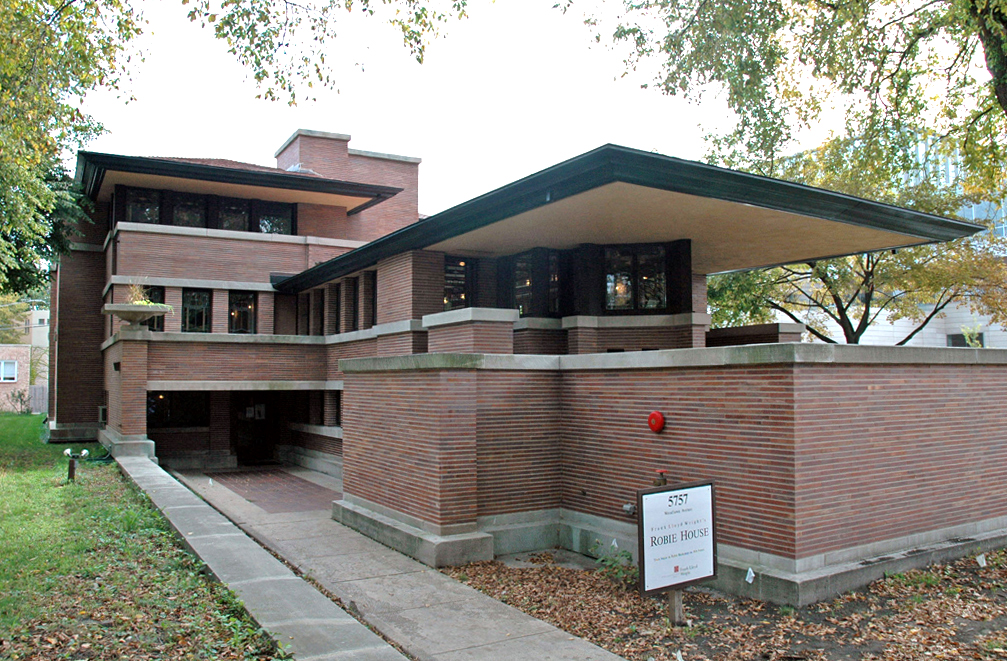
Robie House, Chicago, Illinois, 1908, Frank Lloyd Wright
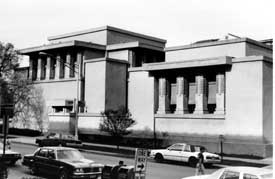
Unity Temple, Oak Park, Illinois, 1905–1908, Frank Lloyd Wright
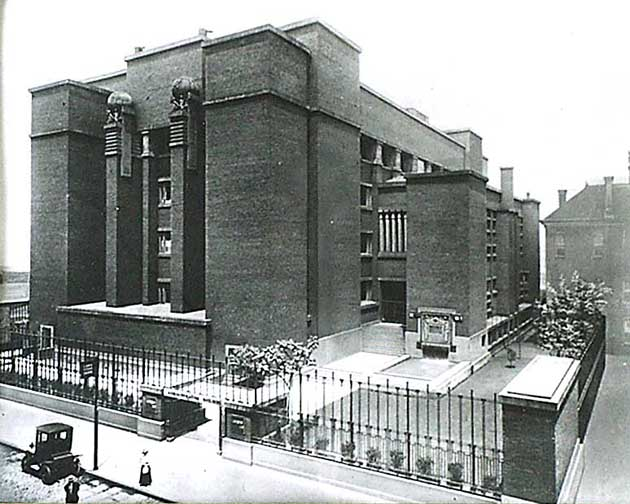
Larkin Administration Building, Buffalo, New York, 1906, Frank Lloyd Wright
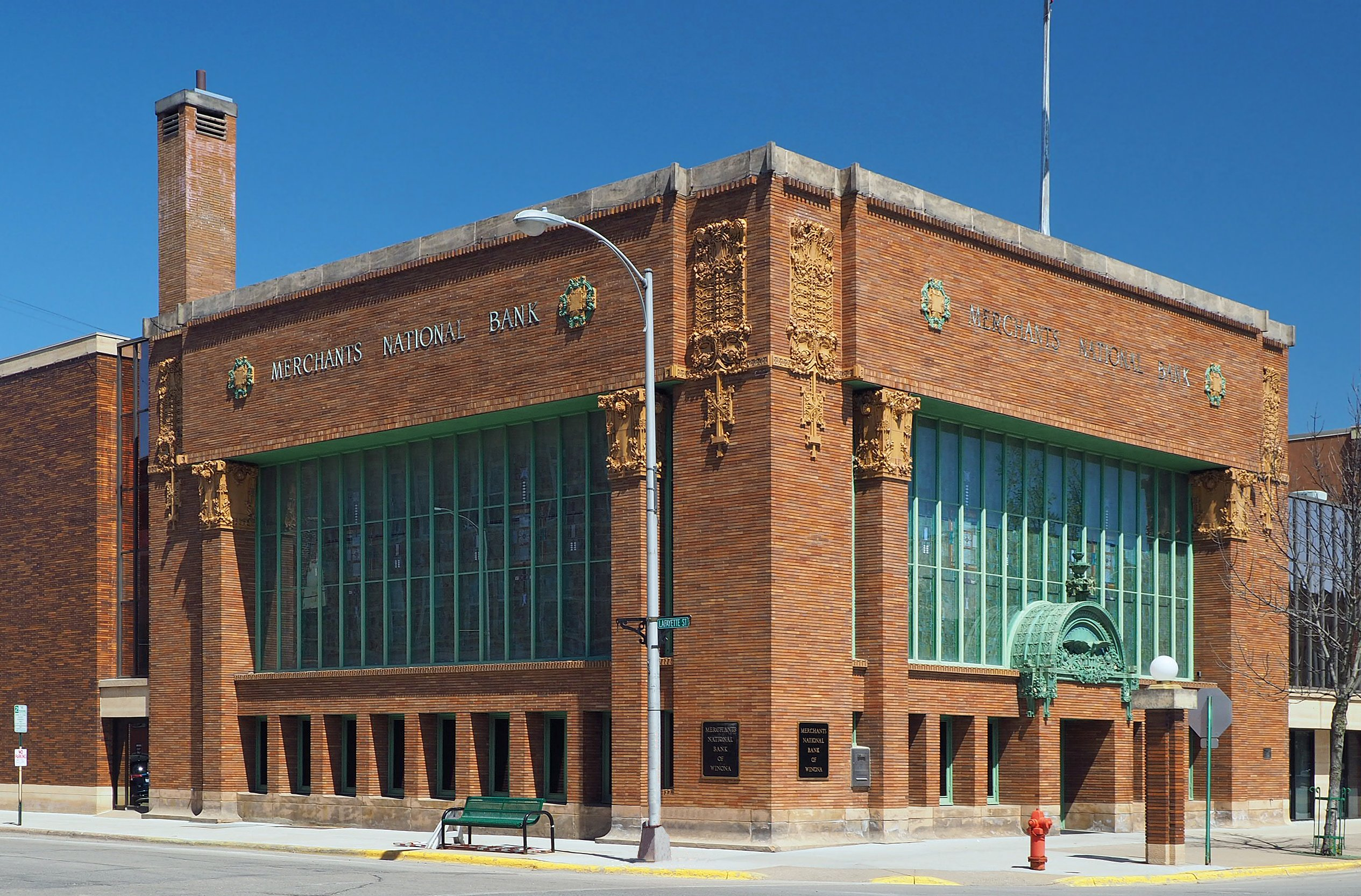
Merchants National Bank, Winona, Minnesota, 1912, Purcell and Elmslie
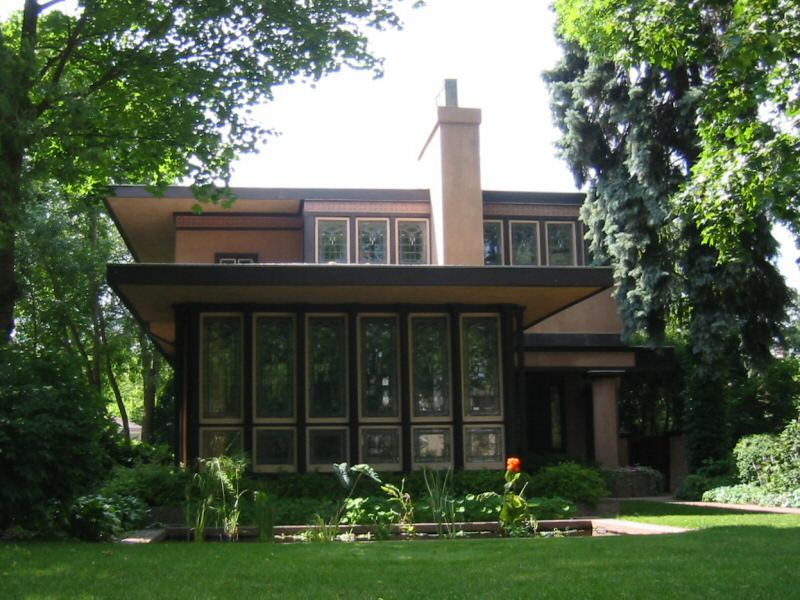
Purcell House, Minneapolis, Minnesota, 1913, Purcell and Elmslie
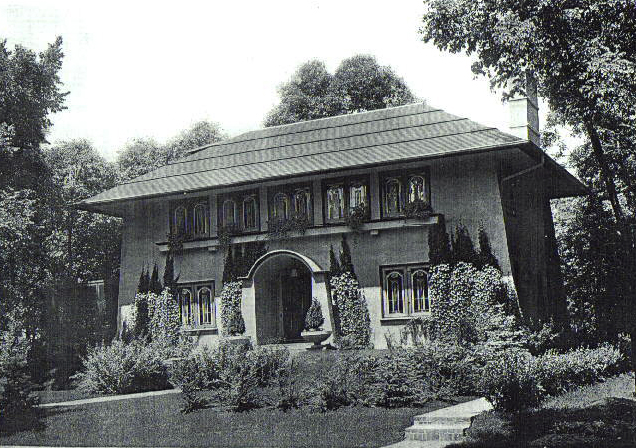
Henry Schultz House, Winnetka, Illinois, 1907, George W. Maher
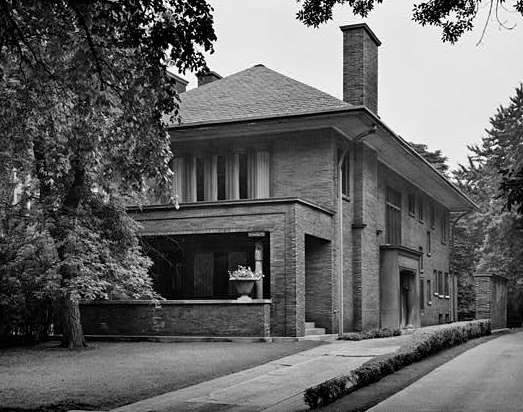
The Ernest J. Magerstadt House, Chicago, Illinois, 1908, George W. Maher
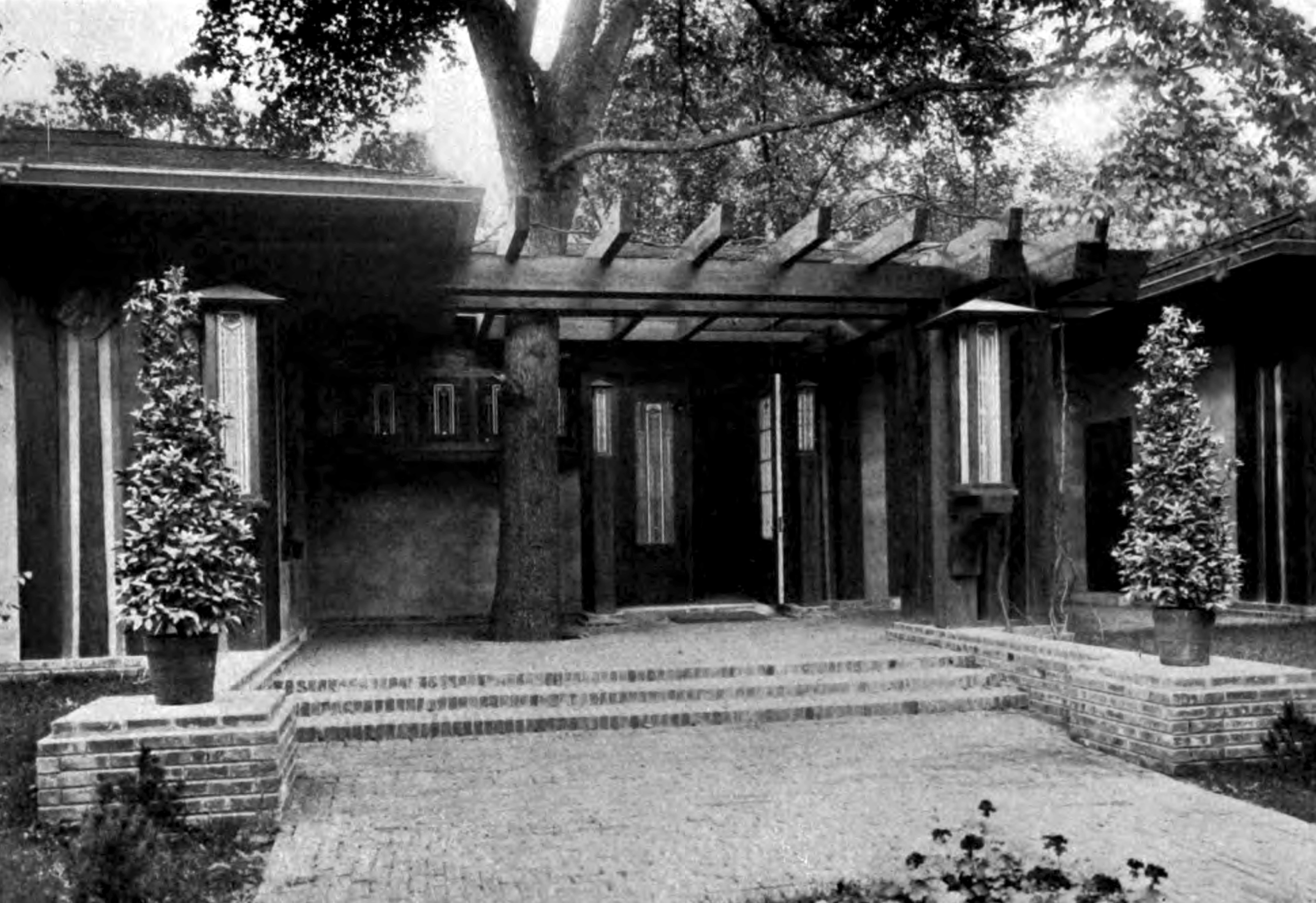
The Kenilworth Club entrance, Kenilworth, Illinois, 1907, George W. Maher
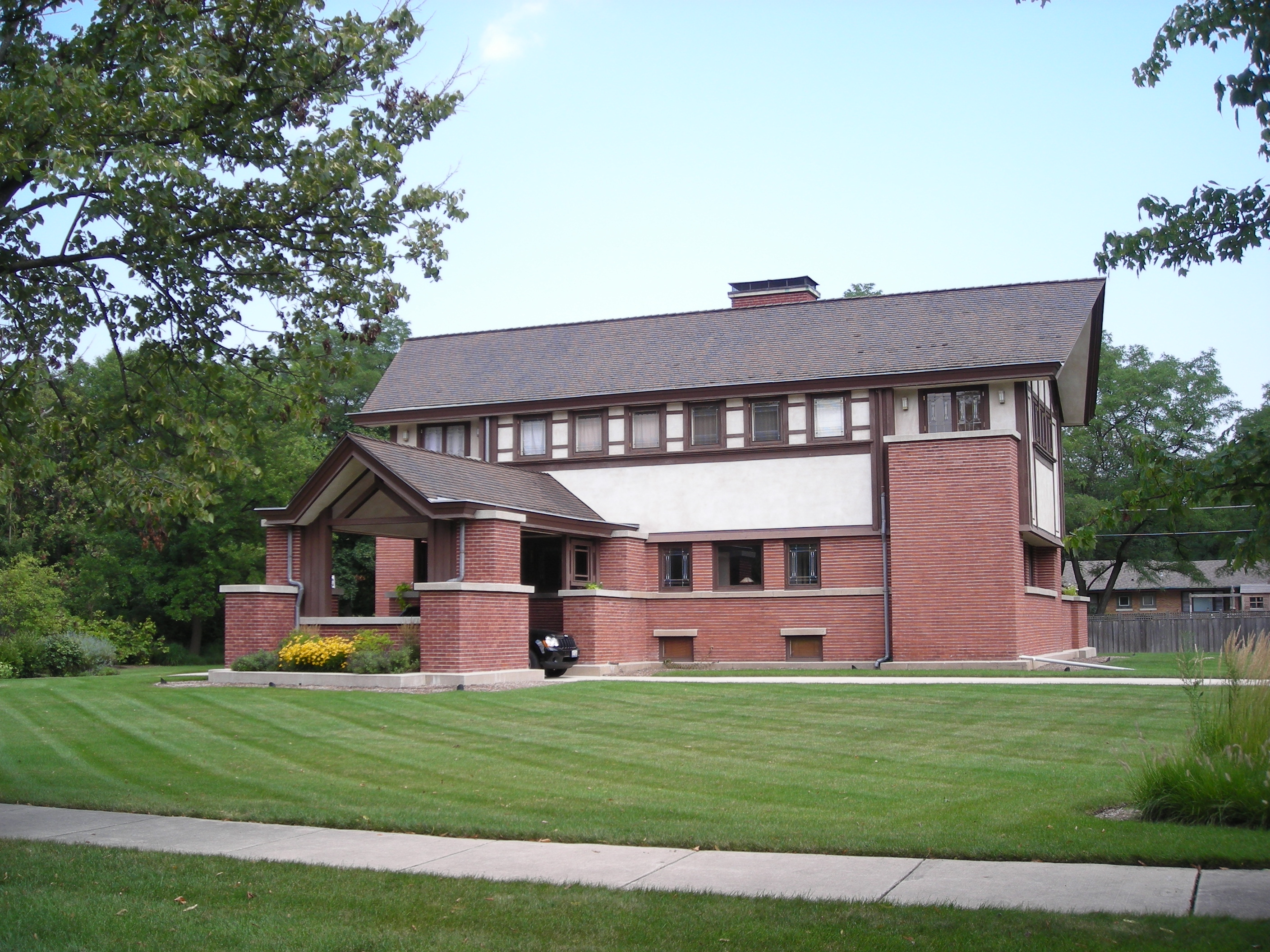
William H. Emery Jr. House, 1903, Walter Burley Griffin
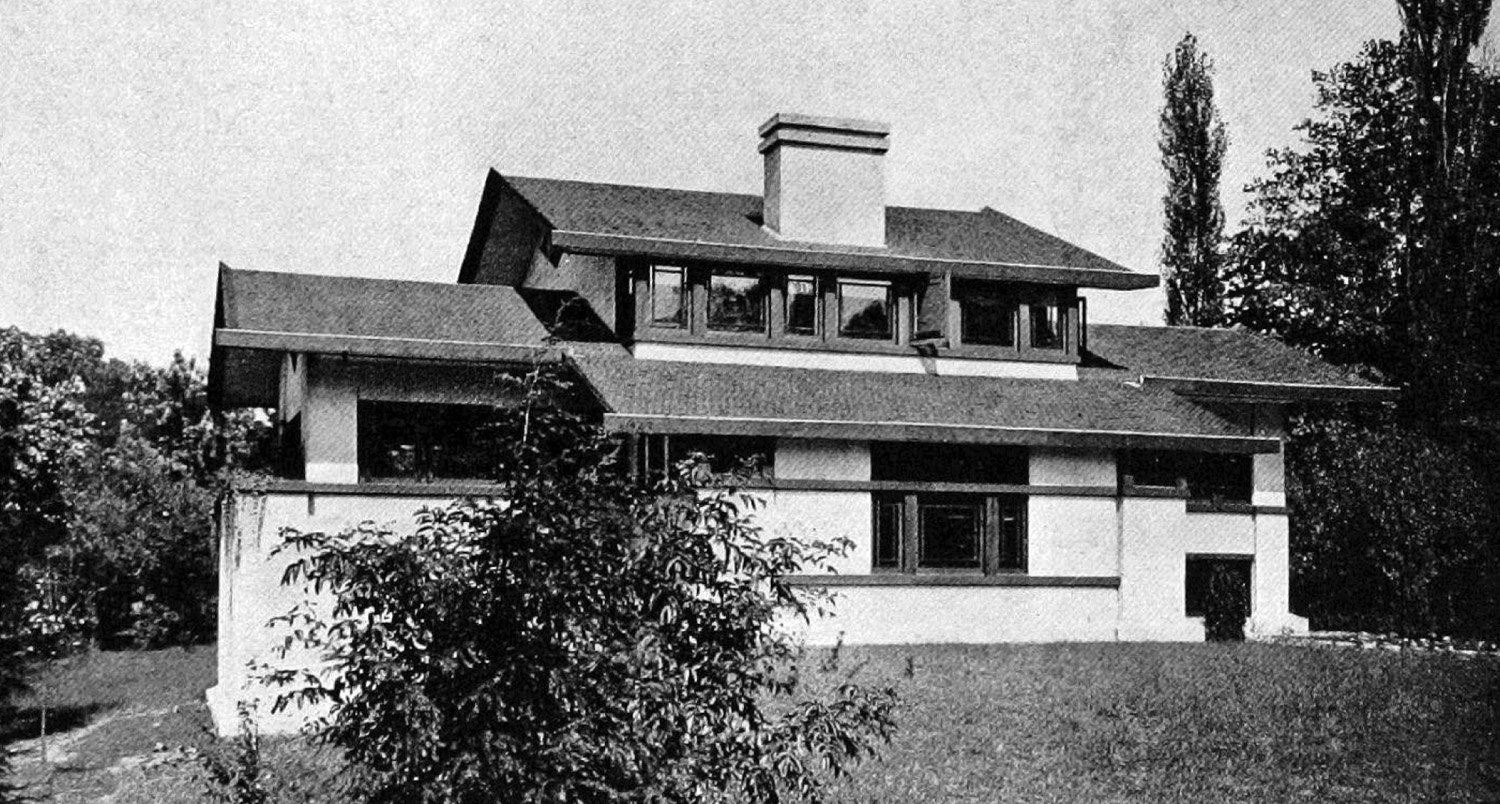
Ralph Griffin House, Edwardsville, Illinois, 1913, Walter Burley Griffin
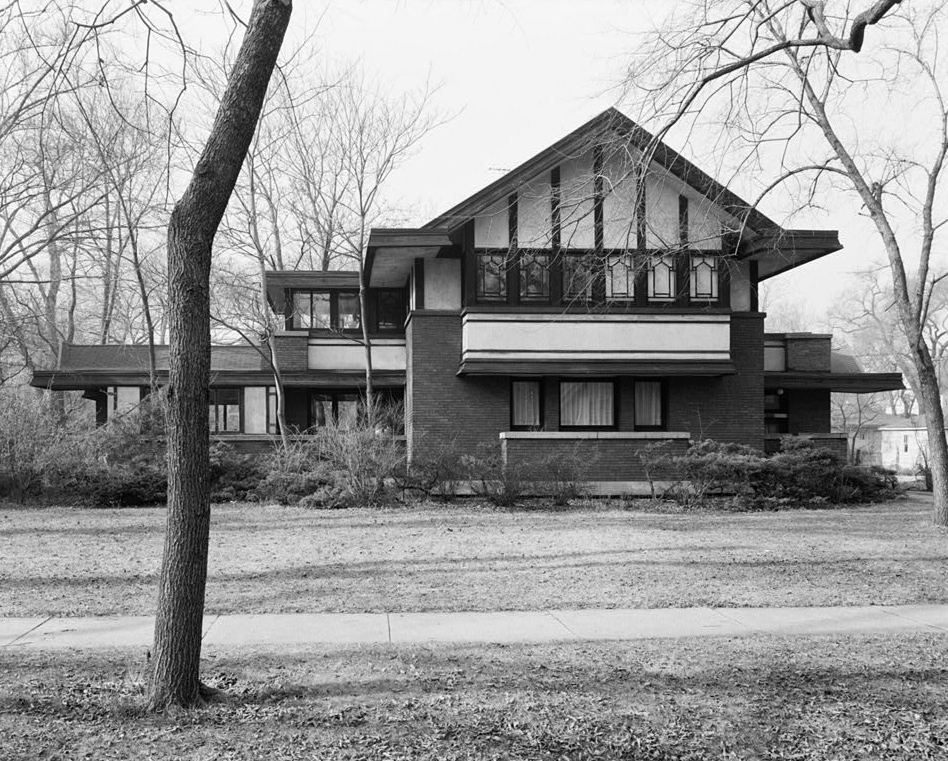
Frederick Carter House, Evanston, Illinois, 1910, Walter Burley Griffin
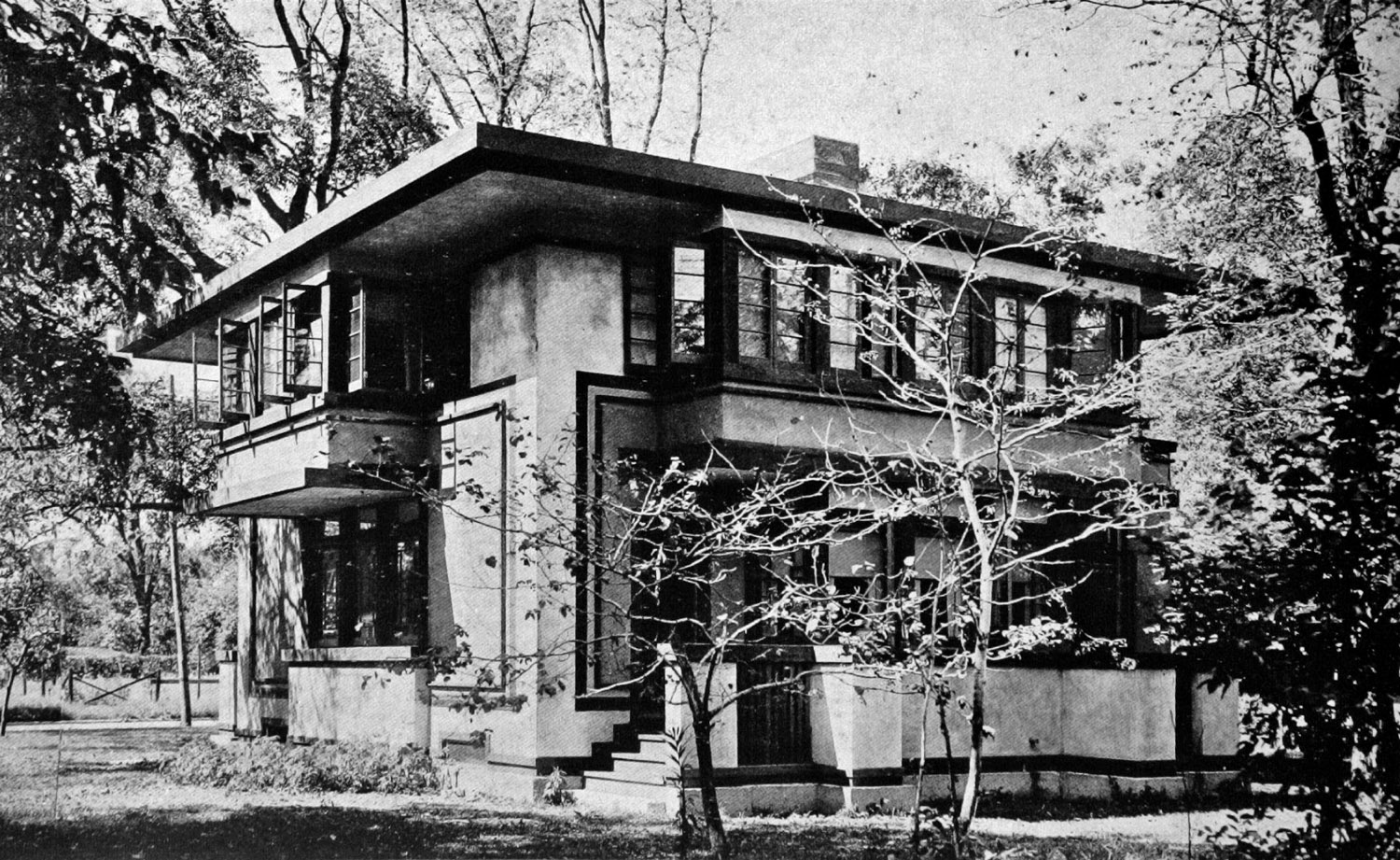
William E. Drummond House, River Forest, Illinois, 1910
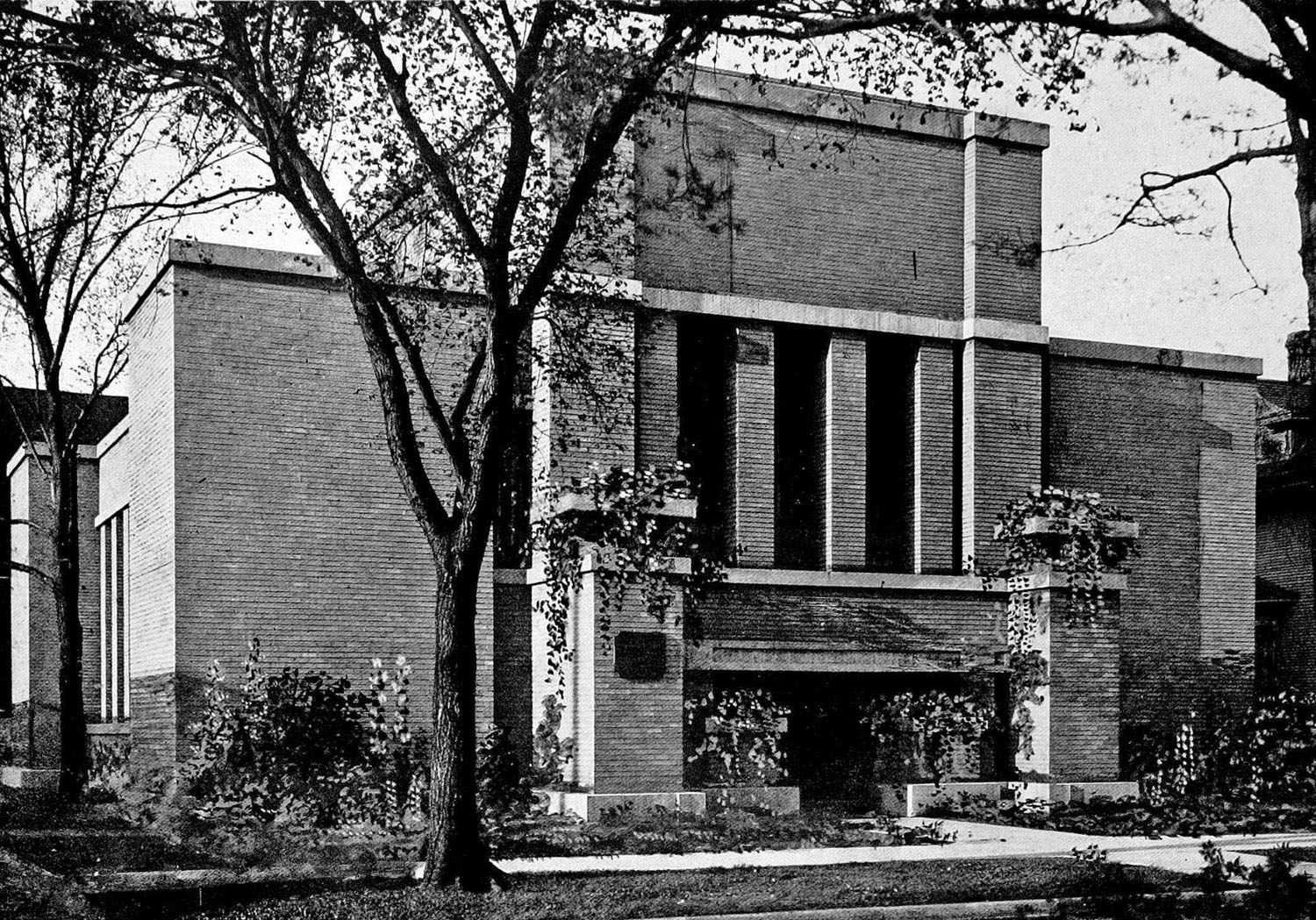
First Congregational Church, Chicago, Illinois, 1908, William Eugene Drummond
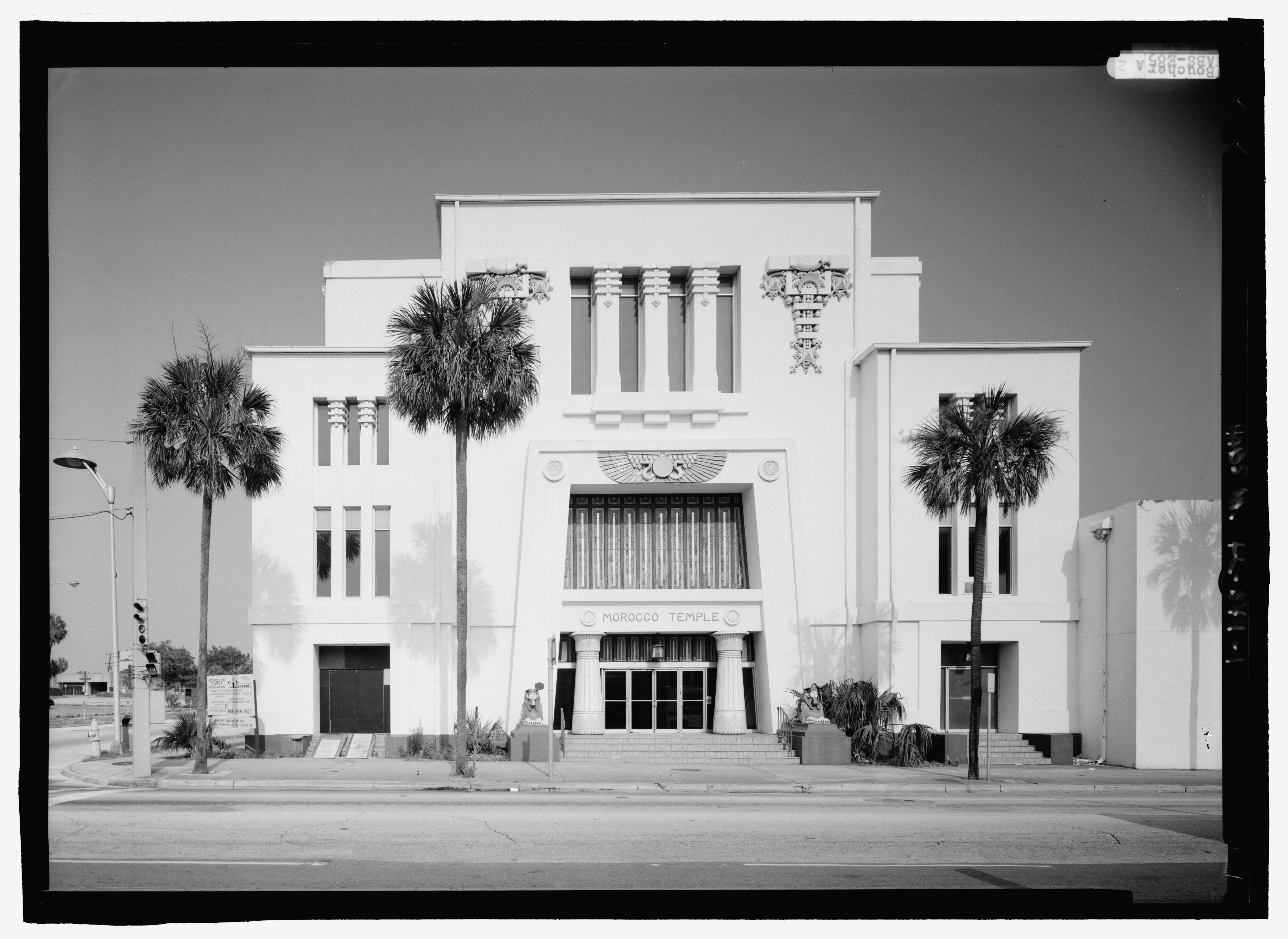
Morocco Temple, Jacksonville, Florida, 1910, Henry John Klutho
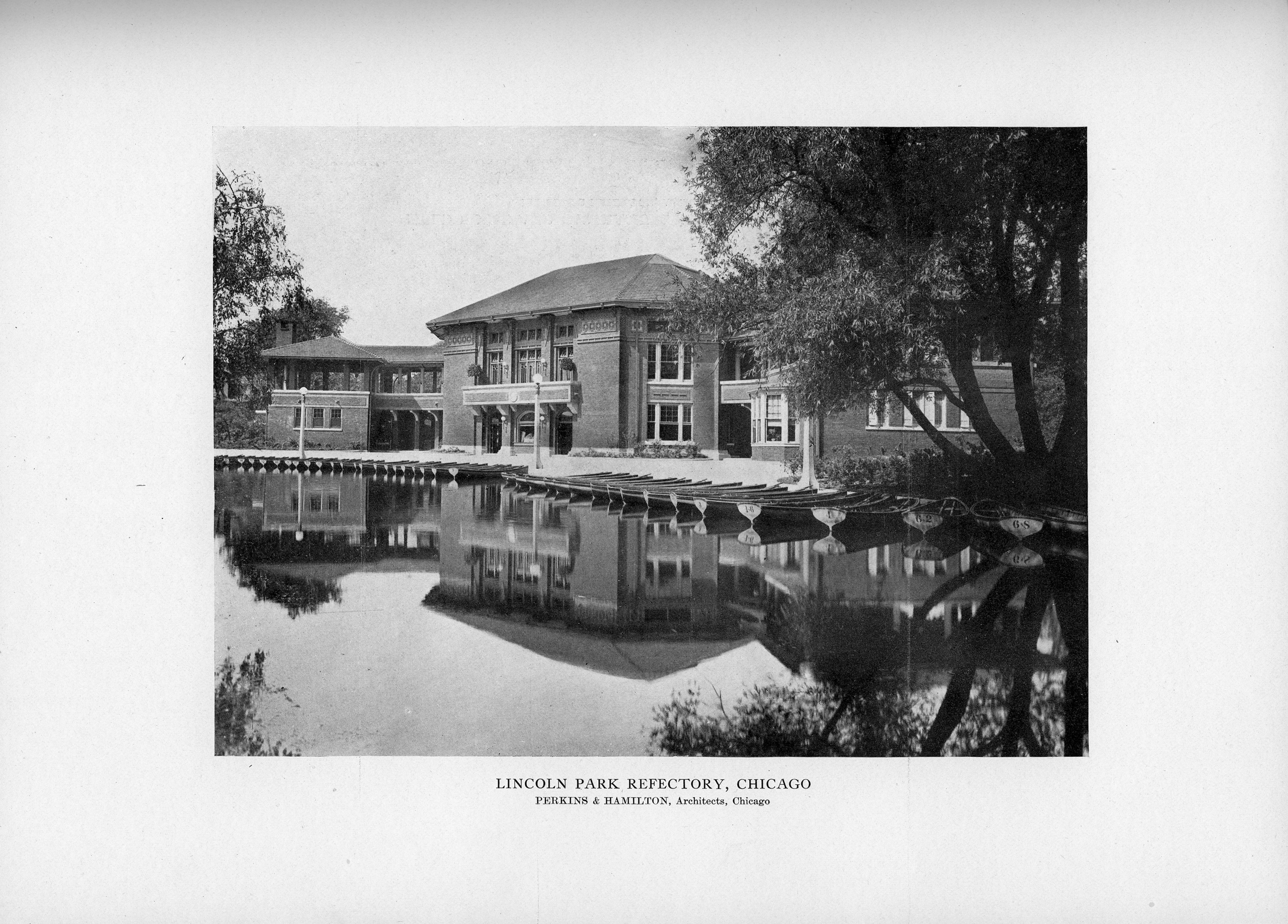
Cafe Brauer, Chicago, Illinois, 1908, Dwight Heald Perkins
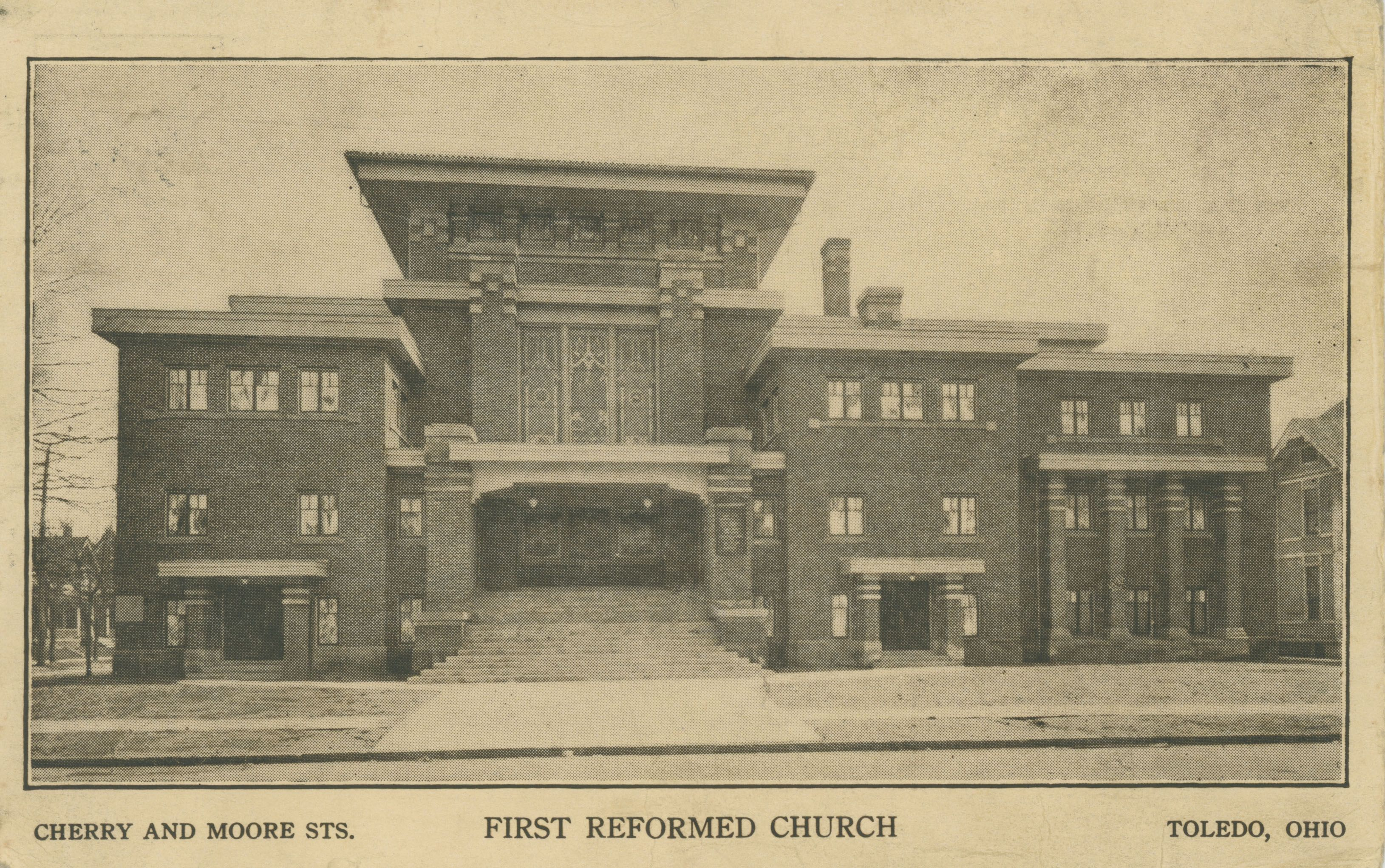
First Reformed Church, Toledo, Ohio, 1900s, Langdon and Hohly, architects
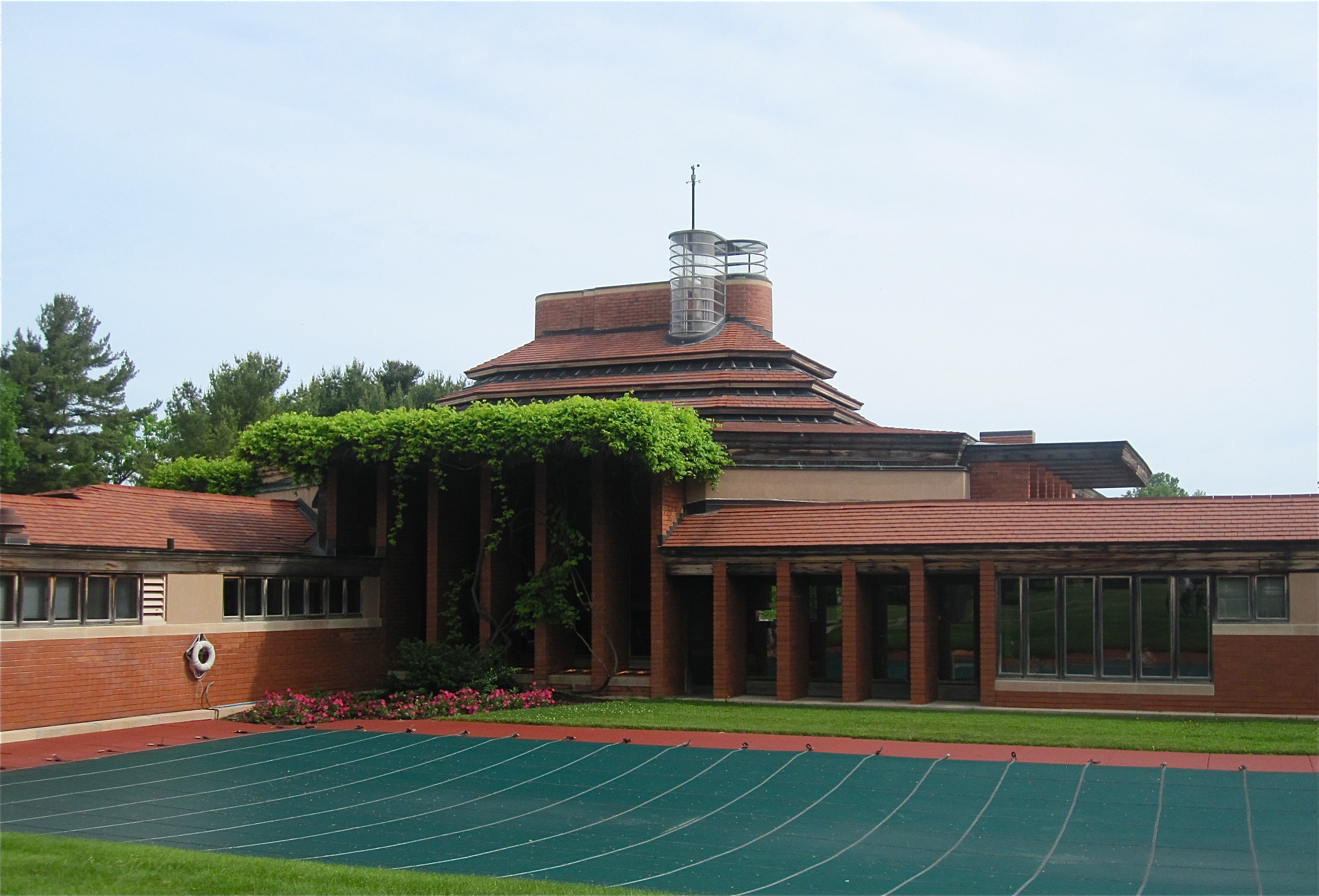
Herbert F. Johnson House, (Wingspread), Wind Point, Wisconsin, 1939, Frank Lloyd Wright.